# بيليت (جيولوجيا)

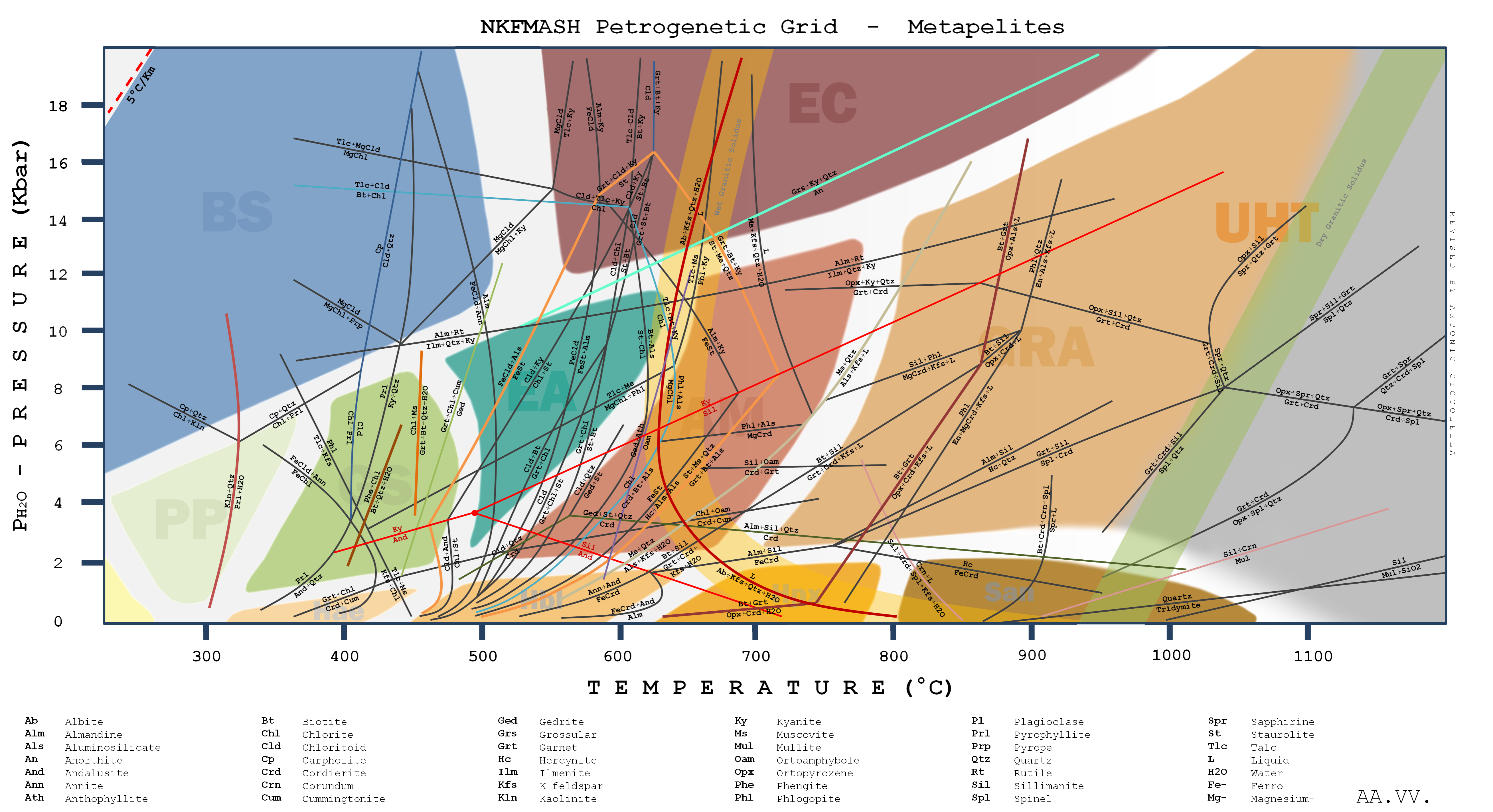
شبكة بتروجينية للميتابليتس (انقر للتكبير) كل سطر يمثل رد فعل المتحولة.السحنات المتحولة هي: BS = شيست أزرق، EC = إيكلوجيت، PP = بريهنيت-بومبيلييتي، GS = شيست أخضر، EA = إيبيدوت-أمفيبوليت، AM= أمفيبوليت، GRA = غرانيليت، UHT = درجة الحرارة فائقة عالية، HAE = هورنفيلز-ألبيت- Epidote، Hbl = هورنبلند-هورفيلز، HPX = هورفيلز-بيروكسين، San = سانيدينايت

بيليت (اليونانية: pelos «صلصال») أو ميتابيليت هو تحول الصخور الرسوبية دقيقة الحبيبات، مثلا الأحجار الطينية أو الأحجار الغرينية. استخدم الجيولوجيون هذا المصطلح في وقت سابق لوصف الصخر الغني بالصلصال (رواسب الصخر الفتاتي أو الصخر الرسوبي) مثل الطين أو الحجر الطيني، وكانت النسخة المتحولة لها من الناحية الفنية هي ميتابيليت (metapelite). كان مكافئًا لمصطلح ليتيت اللاتيني المستخدم قليلًا الآن. يُعرَّف شبه البيلييت جزئياً بأنه يحتوي على تركيبة كيميائية متشابهة ولكنه ذو طبيعة كريستالوبلاستيكية.

## التصنيف
يعطي بيتيجون  المصطلحات الوصفية التالية استنادًا إلى حجم الحبيبات، مع تجنب استخدام مصطلحات مثل «الصلصال» أو «الطُفال» التي تنطوي على آثار التركيب الكيميائي:
| النسيج | الشائع    | باليونانية       | باللاتينية     |
| ------ | --------- | ---------------- | -------------- |
| خشن    | حصى (ly)  | بسيفيت (بسيفيتي) | ريديت (ريديسي) |
| متوسط  | رمل (y)   | بساميت (بساميتي) | أرينيت (رملي)  |
| ناعم   | طيني (ey) | بيليت ( بيليتي ) | ليتيت (ليتاسي) |

## سلاسل السحنة الباروفية
في أواخر القرن التاسع عشر وأوائل القرن العشرين، اكتشف جورج بارو تسلسل التحول الباروفيني الكلاسيكي في المرتفعات الأسكتلندية الجنوبية الشرقية. وهو يمثل نوعًا شائعًا من التحول الأوريجيني البيليتي الإقليمي. ولاحظ أنه عندما تتعرض الصخور البيليتية لضغوط ودرجات حرارة أعلى، يتغير تركيبها المعدني من الكلوريت في الغالب إلى البيوتيت إلى الجارنيت إلى الستوروليت إلى الكيانيت إلى السيليمانيت. تحول هذا فيما بعد إلى تبسيط مفرط.